# Římskokatolická farnost Chvalšiny
Římskokatolická farnost Chvalšiny je územním společenstvím římských katolíků v rámci českokrumlovského vikariátu českobudějovické diecéze.

## O farnosti

### Historie
Od roku 1263 patřily Chvalšiny cisterciákům ze Zlaté Koruny. Roku 1293 byl vybudován kostel sv. Máří Magdaleny, jeho současná podoba pochází z pozdně gotické přestavby v letech 1487–1507. V letech 1400–1785 byla zdejší farnost obsazována členy zlatokorunského opatství. Roku 1761 byla k boku kostela přistavěna oválná kaple Panny Marie. Po zrušení kláštera v roce 1785 převzala její správu českobudějovická diecéze. Roku 1897 byla farnost povýšena na děkanství (tento titul se však v současné době nepoužívá).

#### Duchovní správci
- 1692–1704 P. Benedikt Filnkessel, O.Cist. (farář)
- 1710–1716 P. Eugen Mokrý, O.Cist. (farář)
- 1749–1755 P. Kandidus Schieffer, O.Cist. (farář)
- 1761–1763 P. Godfried Wimmer, O.Cist. (farář)
- 1780–1797 P. Engelbert Jecho, O.Cist. (farář)
- 1882-1888 R.D. Franz Dichtl (farář)
- 1947–1964 R.D. Jakub Vísner (administrátor)
- 1964–1973 R.D. Stanislav Zdeněk (administrátor)
- 1973–2012 R.D. Karel Rendl (administrátor)
- 2012 (květen–září) J.M.can. Václav Pícha (ex currendo z Českého Krumlova)
- 2012–2016 R.D. Andrzej Urbisz (ex currendo z Křemže)
- od r. 2016 R.D. Mgr. Petr Hovorka (ex currendo z Křemže)

### Současnost
V květnu 2012 zemřel (zatím) poslední sídelní chvalšinský kněz, R.D. Karel Rendl, farnost byla poté krátce administrována z Českého Krumlova, od září 2012 je součástí farního obvodu Křemže.
| Kostel                    | Místo     | Bohoslužba    | Bohoslužba  | Poznámka     |
| ------------------------- | --------- | ------------- | ----------- | ------------ |
| Kostel sv. Máří Magdaleny | Chvalšiny | středa sobota | 18.00 17.00 | farní kostel |